# جایزه بزرگ فرانسه ۱۹۶۰
جایزه بزرگ فرانسه ۱۹۶۰ (انگلیسی: ‎1960 French Grand Prix‎) یک مسابقهٔ موتوری در رشتهٔ اتومبیل‌رانی فرمول یک بود که در تاریخ ۳ ژوئیهٔ ۱۹۶۰ در پیست رنس واقع در رنس، فرانسه برگزار شد. این گراند پری در میان ۱۰ گراند پری در فصل ۱۹۶۰، مسابقهٔ شمارهٔ ۶ بود.
در این مسابقه که در ۵۰ دور و به مسافت ۴۱۷٫۳۸۳ کیلومتر (۲۵۹٫۳۵۰ مایل) برگزار شد، پول پوزیشن توسط جک برابام کسب شد و سریع‌ترین زمان برای طی یک دور پیست که برابر با ۲:۱۷٫۵ بود نیز توسط جک برابام به ثبت رسید.
جک برابام از تیم کوپر-کلیمکس، اولیویه جاندبین از تیم کوپر-کلیمکس و بروس مک‌لارن از تیم کوپر-کلیمکس به‌ترتیب مقام‌های اول تا سوم مسابقه را کسب کردند.

## رده‌بندی قهرمانی پس از مسابقه
|       | جایگاه | راننده          | امتیاز |
| ----- | ------ | --------------- | ------ |
| ۱     | ۱      | جک برابام       | ۲۴     |
| ۱     | ۲      | بروس مک‌لارن     | ۲۴     |
|       | ۳      | استیرلینگ ماس   | ۱۱     |
| ۷     | ۴      | اولیویه جاندبین | ۱۰     |
| ۱     | ۵      | جیم رتمان       | ۸      |
| منبع: |        |                 |        |

|       | جایگاه | سازنده       | امتیاز |
| ----- | ------ | ------------ | ------ |
|       | ۱      | کوپر-کلیمکس  | ۳۸     |
|       | ۲      | لوتوس-کلیمکس | ۱۹     |
|       | ۳      | فراری        | ۱۵     |
|       | ۴      | بی‌آرام       | ۶      |
|       | ۵      | کوپر-مازراتی | ۳      |
| منبع: |        |              |        |

یادداشت
- تنها پنج جایگاه نخست از هر رده‌بندی نمایش داده شده‌است.